# ماتسوموتو جون
ماتسوموتو جون (باليابانية: 松本良順؛ بالكانا: まつもと りょうじゅん) هو مصور وعسكري وطبيب وسياسي ياباني، ولد في 13 يوليو 1832 في اليابان، وتوفي في 12 مارس 1907 في اليابان بسبب أمراض القلب. انتخب عضو برلمان وانتخب Surgeon general ‏ وانتخب oku-ishi ‏.